# Willem Feltzer
Willem Hendrik Feltzer (Delft, 26 augustus 1874 – Dordrecht, 26 juni 1931) was een Nederlands violist, vooral bekend als een van de oprichters van wat uiteindelijk het Rotterdams Philharmonisch Orkest zou worden.

## Persoonlijk
Hij was zoon van ambtenaar bij rijksbelastingen Marinus Pieter Feltzer en Henriette Catharina Werner. Moeder Feltzer was begaafd pianiste en leidde veel plaatselijke leerlingen op, ook toen het gezin verhuisde naar Schiedam. Jongere broer Marinus Pieter Feltzer werd eveneens musicus maar ook kunstschilder.
Hij trouwde zelf met Clara Cornelia Bosselaar. Hun dochter Henriette Catharina (Jettie) trouwde met Adriaan van Driem, violist en leerling van haar vader en later concertmeester van het Arnhemsche Orkest Vereeniging en daarna concertmeester in het Concertgebouworkest te Amsterdam. Hij was aan het eind van zijn leven langdurig ziek; hij leed onder andere aan een oogziekte. Hij werd daarbij door zijn dochter verpleegd.
Hij werd begraven op de Algemene Begraafplaats van Dordrecht; er was daarbij een aantal notabelen aanwezig maar ook componisten Willem Landré en Willem Pijper en Eduard Flipse, later ook dirigent van het orkest. Op de algemene begraafplaats werd op 29 juni 1932 een monument voor hem onthuld.

## Loopbaan
Hij kreeg zijn muziekopleiding van Bernard Dessau en een van de musici uit de familie van Brandts Buys. Later volgden lessen van Joseph Joachim en Emanuel Wirth aan de Hogeschool voor muziek in Berlijn; hij kreeg daartoe een studiebeurs. In Berlijn had hij een eigen strijkkwartet (Joseph van Veen, Ruinen en Jacques van Lier), getiteld Holländisch Streichquartett en gaf er ook vioolles.
Al in de Eerste Wereldoorlog keerde hij terug naar Nederland en richtte een "Lyceum voor Muziek" op. In die hoedanigheid richtte hij samen met anderen in 1918 het Genootschap van beroepsmusici tot onderlinge kunstbeoefening op, later het Rotterdams Philharmonisch Genootschap (1920), en weer later het RPO (1937).
Het orkest moest tijdens haar begindagen concurreren met het Residentieorkest en het Concertgebouworkest die regelmatig de havenstad aandeden. Nadat Wouter Hutschenruyter ziek werd en de Rotterdamse Muziekschool zonder leiding kwam te zitten, wist de Rotterdamse gemeenteraad de muziekschool en lyceum te laten samenvloeien en Feltzer leider te maken; het zou uitgroeien tot het Rotterdams Conservatorium. Ongeveer tegelijkertijd legde hij zijn functie als leider van het orkest neer; hij werd daarin in 1928 opgevolgd door Alexander Schmuller.
Van zijn hand verscheen ook een beperkt aan composities, zoals liederen en Zwei Stücke (cello en piano). Ook schreef hij met andere violisten zoals Carl Flesch mee aan een nieuwe Vioolmethode.
- Gemeinsame Normdatei: 116462450
- International Standard Name Identifier: 0000 0000 8378 6213
- Library of Congress Control Number: no2010163393
- Nederlandse Thesaurus van Auteursnamen: 323962351
- Virtual International Authority File: 45054965
- WorldCat: E39PBJtRGrhdbWqQk8d9rkCYT3